# 2-メチルペンタン
2-メチルペンタン（英: 2-Methylpentane）は、化学式C6H14で表される分岐鎖アルカンである。ヘキサンの構造異性体で、メチル基がペンタンの2つ目の炭素原子に結合している。2-メチルペンタンとはメチル基の位置が異なる3-メチルペンタンも含めて、いずれもキラル中心を持たないため、鏡像異性体も存在しない。日本では消防法に定める第4類危険物 第1石油類に該当する。

## 用途
塗料や接着剤の溶媒として利用される。